# Франклін Клінтон
Франклін Клінтон (англ. Franklin Clinton) — один з протагоністів гри Grand Theft Auto V, 25 річний злодій-початківець. Живе в Південному Лос-Сантосі. Намагається вирватися із життя в гетто.
Франклін народився в Південному Лос-Сантосі. До подій гри торгував наркотиками, проте після арешту хоче вирватися з життя в гетто. Щоб заробити грошей займається грабежами, а пізніше влаштовується працювати в вірменське автомобільне агентство, яке належить Симону Єтаряну. Агентство продає автомобілі в кредит під високий відсоток. А якщо покупець не в змозі заплатити, агентство відбирає куплені автомобілі. Цим і займався протагоніст. Після зустрічі з Майклом, Франклін приєднується до останнього.
Унікальне вміння — уповільнення часу під час їзди.

## Біографія

### До подій GTA V
Франклін народився на півдні Лос-Сантоса. У нього ніколи не було ні сім'ї, ні грошей, ні освіти. В молодості вів спосіб життя відморозка, торгував наркотиками. Після однієї зі справ був заарештований. Після звільнення з в'язниці, Франклін вирішує відмовитися від життя в гетто.

### GTA 5
Після в'язниці Франклін почав підніматися в житті. По початку він займався грабежами. Потім він почав працювати на вірменського власника автосалону класу «люкс» Сімона Єтаряна. Він продає людям машини під величезні відсотки. Як тільки він не отримує своїх грошей (а він майже завжди їх не отримує), в гру вступає Франклін і грає роль безжалісного колектора, силоміць забираючи машину боржника. Симон навіть визнав Франкліна працівником місяця.
Під час одного із завдань Франклін і його друг Ламар перестріляли багато бандитів, убивши при цьому боржника Сімона. Після цього Ламар забирає його мотоцикл, який потрібно було пригнати Сімонові. Відносини Франкліна з Сімоном дали першу тріщину.
Після цього Франкліну треба було викрасти машину з гаража чергового боржника, який виявився сином Майкла Де Санти, який спав у цей момент на задньому сидінні машини. Коли Франклін під'їжджав до автосалону Сімона, Майкл раптово став погрожувати йому пістолетом, вимагаючи, щоб він протаранив вікно автосалону. Під дулом пістолета Франклін виконав наказ. Потім Майкл вигнав його і винагородив за «роботу», після чого побив Сімона. Франклін залишився без роботи.
Побачивши у Майклі людину, яка могла би йому допомогти, Франклін приходить до нього додому знову. Майкл дав негативну відповідь, але все-таки вирішив випити з ним у барі. Проте, по дорозі Майклу дзвонить Джиммі. Він каже, що люди, яким він повинен був продати яхту батька, вкрали її і Джиммі зараз знаходиться в ній. Франклін пропонує йому свою допомогу.
Убивши половину гангстерів на вантажівці, який перевозив яхту, Майкл і Франклін рятують Джиммі, однак сама вантажівка зникла. Після всього, що сталося Майкл прощається з Франкліном, сказавши, щоб він зайшов до нього ще раз. Франклін лагодить машину Майкла і підвозить врятованого Джиммі додому.
На кінець гри живе в будинку на Вайнвуд-Хіллз

## Вміння і навички
Франклін — професійний автоугонщик, володіє чималим досвідом, тому добре розбирається в машинах і керує ними. Він найкращий водій у команді. Також має досить хороші фізичні дані.
У самій грі у нього є унікальна здатність. Завдяки їй, граючи за Франкліна, можна уповільнити час при водінні автомобіля.

### Особа
За словами Дена Гаузера, Франклін амбітний, навіть занадто, і в чомусь наївний. Це молодий чоловік, повний великих надій. З задоволенням вплутується в будь-які кримінальні авантюри.

### Стосунки з іншими персонажами
- Майкл: познайомившись з Майклом, Франклін бачить, що він професійний злочинець і зможе допомогти піднятися в кримінальному світі. Пізніше вони стали спілкуватися і їх відносини доросли до стосунків батька з сином.
- Тревор: перша їхня зустріч була, м'яко кажучи, не ідеальною. З перших хвилин знайомства вони сперечалися, сперечалися і хамили один одному.
- Ламар: вони друзі з Франкліном, в самому простому розумінні цього слова. Вони разом ходять на розборки, обидва гангстери, але також часто сперечаються. Франклін, як було згадано вище, намагається вибратися з гетто, а Ламар затягує його назад.

## Цікаві факти
- У попередній версії Франклін був весь в татуюваннях і менш накачаний.
- Третій чорношкірий протагоніст серії GTA (перший — Карл Джонсон, другий — Віктор Венс.)
- Член банди The Families.
- На момент початку гри знаходиться в самому низу кримінальних сходів — він працює на вірменське автомобільне агентство.
- Це перший персонаж, за якого починається гра (виключаючи пролог).
- Франклін — єдиний гравець, який при будь-якому розкладі залишиться живий після кінцівки.
- Ім'я та прізвище взяті у американських президентів, а точніше — Франкліна Делано Рузвельта і Білла Клінтона.